# Landstrasse (Wettingen)

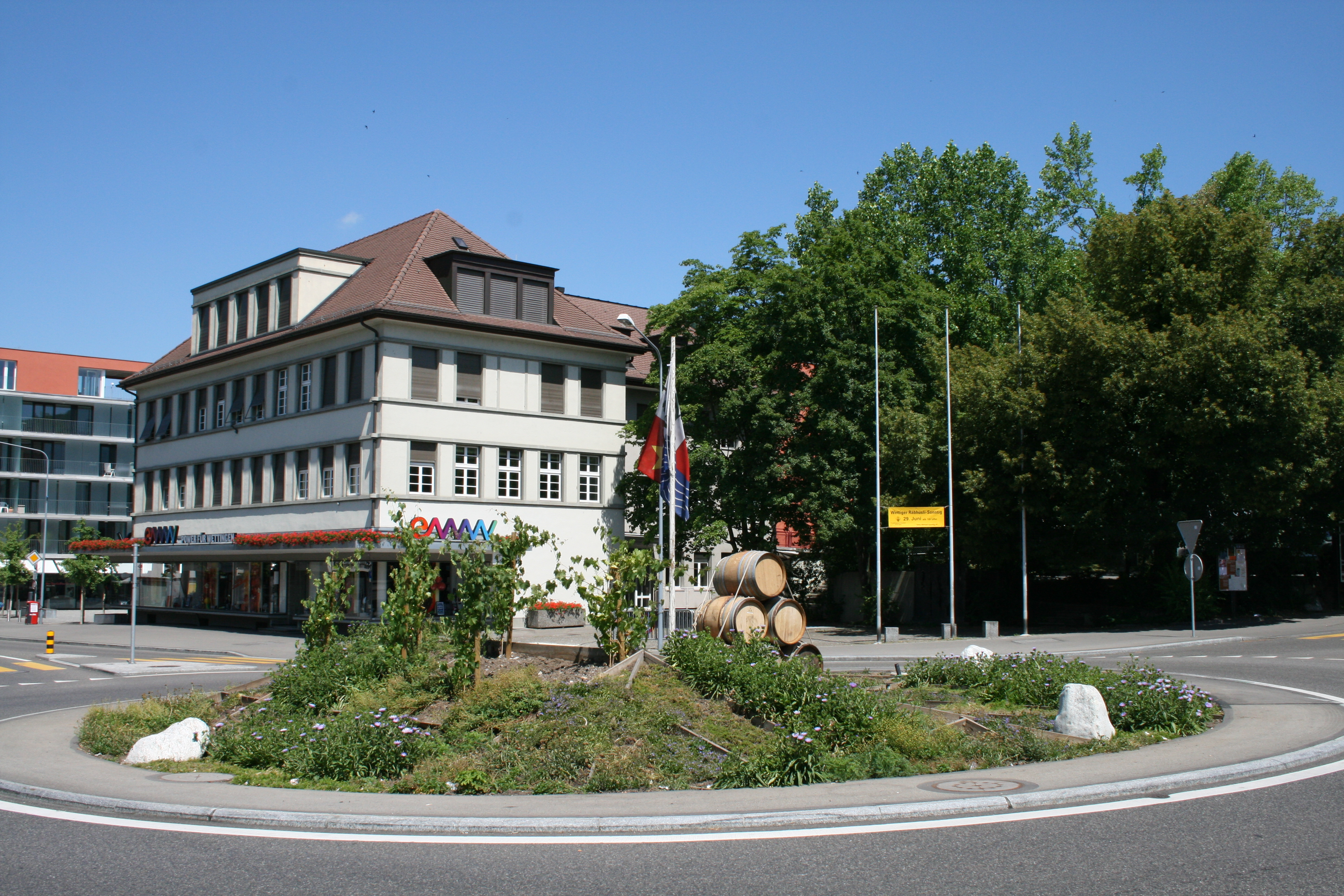
Der Kreisel an der Kreuzung Landstrasse zur Alberich-Zwyssigstrasse mit dem ehemaligen Verwaltungsgebäude der Elektrizitäts- und Wasserwerk Wettingen.

Die Landstrasse in Wettingen ist eine Strasse, die an der Gemeindegrenze zur Stadt Baden beginnt und in südöstlicher Richtung quer durch die Gemeinde führt. Die Landstrasse ist die Hauptverkehrsader der Gemeinde mit einem Verkehrsaufkommen von ca. 15'000 Autos pro Tag sowie die wichtigste Einkaufsstrasse Wettingens.

## Geschäfte
Die Landstrasse ist vom Gewerbe geprägt. In der Center-Passage (früher Centrum 99) befindet sich ein Einkaufszentrum. Weitere Läden, zwei Kinos, diverse Gastronomiebetriebe und Einkaufsmöglichkeiten sind in der Strasse zu finden, darunter Migros, Fust, Denner, Coop-Pronto und zahlreiche andere Geschäfte.